# Södra Myrgylet
Södra Myrgylet är en sjö i Kristianstads kommun i Skåne och ingår i Skräbeåns huvudavrinningsområde. Sjöns area är 0,02 kvadratkilometer och den befinner sig 104 meter över havet.